# Liga Campionilor EHF Feminin 2021-2022 - faza grupelor
Acest articol descrie faza grupelor a Ligii Campionilor EHF Feminin 2021-2022, care s-a desfășurat între 11 septembrie 2021 și 20 februarie 2022. La finalul ei, 10 echipe au avansat în fazele eliminatorii ale competiției.

### Distribuția în urnele valorice
Repartizarea echipelor în urnele valorice a fost anunțată pe 30 iunie 2021. Din fiecare urnă, câte două echipe au fost extrase în Grupa A și alte două în Grupa B. Echipele din aceeași țară nu au putut fi extrase în aceeași grupă.
| Urna 1                                                                           | Urna a 2-a                                                     | Urna a 3-a                                                         | Urna a 4-a                                                        |
| -------------------------------------------------------------------------------- | -------------------------------------------------------------- | ------------------------------------------------------------------ | ----------------------------------------------------------------- |
| FTC-Rail Cargo Hungaria Brest Bretagne Handball ȚSKA Moscova Vipers Kristiansand | CSM București Budućnost BEMAX Odense Håndbold RK Krim Mercator | BV Borussia 09 Dortmund Győri Audi ETO KC Metz Handball Rostov-Don | RK Podravka Koprivnica IK Sävehof Kastamonu Bld. GSK Team Esbjerg |

## Tragerea la sorți
Tragerea la sorți pentru distribuția în cele două grupe a avut loc pe 2 iulie 2021, la Viena, Austria, și a fost transmisă în direct pe conturile de Facebook și YouTube ale Federației Europene de Handbal, precum și pe canalul online ehfTV.

## Format
Partidele s-au desfășurat după sistemul fiecare cu fiecare, cu meciuri pe teren propriu și în deplasare.

## Departajare
În faza grupelor echipele au fost departajate pe bază de punctaj (2 puncte pentru victorie, 1 punct pentru meci egal, 0 puncte pentru înfrângere). La terminarea fazei grupelor, dacă două sau mai multe echipe dintr-o grupă au acumulat același număr de puncte, atunci departajarea lor s-a făcut conform capitolului 4.3, secțiunea 4.3.1.1 din regulament, ținând cont de următoarele criterii și în următoarea ordine:
1. Cel mai mare număr de puncte obținute în meciurile directe;
2. Golaveraj superior în meciurile directe;
3. Cel mai mare număr de goluri înscrise în meciurile directe (sau în meciul din deplasare, în cazul sistemului tur-retur);
4. Golaveraj superior în toate meciurile din grupă;
5. Cel mai bun golaveraj pozitiv în toate meciurile din grupă;

Regulamentul preciza că, dacă folosind criteriile de mai sus va fi determinat locul uneia din echipele cu punctaj egal, criteriile vor fi din nou folosite în aceeași ordine până va fi determinat locul tuturor echipelor. În situația în care echipele ar fi rămas la egalitate și după folosirea criteriilor de mai sus, atunci Federația Europeană de Handbal urma să ia o decizie de departajare prin tragere la sorți.
În timpul fazei grupelor, doar criteriile 4–5 s-au aplicat pentru a determina clasamentul provizoriu al echipelor.

## Grupele
Meciurile au fost prevăzute să se desfășoare pe 11–12 septembrie, 18–19 septembrie, 25–26 septembrie, 16–17 octombrie, 23–24 octombrie, 30–31 octombrie, 13–14 noiembrie, 20–21 noiembrie, 8–9 ianuarie, 15–16 ianuarie, 22–23 ianuarie, 5–6 februarie, 12–13 februarie și 19–20 februarie 2021.
Din cauza pandemiei de coronaviroză, autoritățile sanitare au permis un număr diferit de spectatori în săli, în funcție de reglementările locale sau naționale.
Calendarul de mai jos respectă Ora Europei Centrale.

### Grupa A
| Loc | Echipa                  | MJ | V  | E | Î  | GM  | GP  | DG   | Pct | Calificare           |
| --- | ----------------------- | -- | -- | - | -- | --- | --- | ---- | --- | -------------------- |
| 1   | Team Esbjerg            | 14 | 10 | 3 | 1  | 412 | 346 | +66  | 23  | Sferturile de finală |
| 2   | Rostov-Don              | 14 | 10 | 1 | 3  | 362 | 302 | +60  | 21  | Sferturile de finală |
| 3   | FTC-Rail Cargo Hungaria | 14 | 8  | 3 | 3  | 378 | 372 | +6   | 19  | Playoff              |
| 4   | Brest Bretagne Handball | 14 | 8  | 1 | 5  | 392 | 365 | +27  | 17  | Playoff              |
| 5   | CSM București           | 14 | 7  | 1 | 6  | 365 | 342 | +23  | 15  | Playoff              |
| 6   | BV Borussia 09 Dortmund | 14 | 4  | 1 | 9  | 391 | 399 | −8   | 9   | Playoff              |
| 7   | Budućnost BEMAX         | 14 | 3  | 0 | 11 | 337 | 407 | −70  | 6   | Eliminate            |
| 8   | RK Podravka Koprivnica  | 14 | 1  | 0 | 13 | 334 | 438 | −104 | 2   | Eliminate            |

| 11 septembrie 2021 16:00 | BV Borussia 09 Dortmund | 25 – 25 | FTC-Rail Cargo Hungaria | Helmut-Körnig-Halle, Dortmund Asistență: 150 Arbitri: Christiansen, Hansen |
| 11 septembrie 2021 16:00 | Grijseels 9             | (12–14) | Bölk, Malestein 6       | Helmut-Körnig-Halle, Dortmund Asistență: 150 Arbitri: Christiansen, Hansen |
| 11 septembrie 2021 16:00 | 2× 1×                   | Raport  | 5× 2×                   | Helmut-Körnig-Halle, Dortmund Asistență: 150 Arbitri: Christiansen, Hansen |

| 11 septembrie 2021 16:00 | Rostov-Don | 26 – 24 | Brest Bretagne Handball | Palatul Sporturilor, Rostov-pe-Don Asistență: 1.177 Arbitri: Antić, Jakovljević |
| 11 septembrie 2021 16:00 | Frolova 6  | (16–13) | Jauković 6              | Palatul Sporturilor, Rostov-pe-Don Asistență: 1.177 Arbitri: Antić, Jakovljević |
| 11 septembrie 2021 16:00 | 4× 1×      | Raport  | 4×                      | Palatul Sporturilor, Rostov-pe-Don Asistență: 1.177 Arbitri: Antić, Jakovljević |

| 11 septembrie 2021 18:00 | RK Podravka Koprivnica  | 29 – 22 | Budućnost BEMAX | Sportska dvorana „Fran Galović”, Koprivnica Asistență: 300 Arbitri: Backović, Palačković |
| 11 septembrie 2021 18:00 | Milosavljević, Kalaus 6 | (22–12) | Maslova 8       | Sportska dvorana „Fran Galović”, Koprivnica Asistență: 300 Arbitri: Backović, Palačković |
| 11 septembrie 2021 18:00 | 7× 2×                   | Raport  | 3×              | Sportska dvorana „Fran Galović”, Koprivnica Asistență: 300 Arbitri: Backović, Palačković |

| 12 septembrie 2021 14:00 | Team Esbjerg        | 22 – 21 | CSM București | Blue Water Dokken, Esbjerg Asistență: 1.850 Arbitri: Vranes, Wenninger |
| 12 septembrie 2021 14:00 | Reistad, Tranborg 5 | (13–10) | Omoregie 5    | Blue Water Dokken, Esbjerg Asistență: 1.850 Arbitri: Vranes, Wenninger |
| 12 septembrie 2021 14:00 | 3× 1×               | Raport  | 4× 1×         | Blue Water Dokken, Esbjerg Asistență: 1.850 Arbitri: Vranes, Wenninger |

| 18 septembrie 2021 16:00 | FTC-Rail Cargo Hungaria | 33 – 27 | RK Podravka Koprivnica  | Érd Aréna, Érd Asistență: 1.200 Arbitri: Konjičanin, Konjičanin |
| 18 septembrie 2021 16:00 | Malestein 9             | (15–15) | Milosavljević, Mugoša 5 | Érd Aréna, Érd Asistență: 1.200 Arbitri: Konjičanin, Konjičanin |
| 18 septembrie 2021 16:00 | 4×                      | Raport  | 3×                      | Érd Aréna, Érd Asistență: 1.200 Arbitri: Konjičanin, Konjičanin |

| 18 septembrie 2021 16:00 | CSM București | 27 – 30 | Rostov-Don       | Sala „Dinamo”, București Asistență: 1.200 Arbitri: Covalciuc, Covalciuc |
| 18 septembrie 2021 16:00 | Arntzen 8     | (9–13)  | șase jucătoare 4 | Sala „Dinamo”, București Asistență: 1.200 Arbitri: Covalciuc, Covalciuc |
| 18 septembrie 2021 16:00 | 3× 1×         | Raport  | 4×               | Sala „Dinamo”, București Asistență: 1.200 Arbitri: Covalciuc, Covalciuc |

| 18 septembrie 2021 18:00 | Brest Bretagne Handball | 26 – 23 | Team Esbjerg | Brest Arena, Brest Asistență: 2.410 Arbitri: Barysas, Petrušis |
| 18 septembrie 2021 18:00 | Lassource, Niakaté 4    | (13–9)  | Reistad 6    | Brest Arena, Brest Asistență: 2.410 Arbitri: Barysas, Petrušis |
| 18 septembrie 2021 18:00 | 1×                      | Raport  | 3×           | Brest Arena, Brest Asistență: 2.410 Arbitri: Barysas, Petrušis |

| 19 septembrie 2021 16:00 | Budućnost BEMAX | 29 – 34 | BV Borussia 09 Dortmund | Bemax Arena, Podgorica Asistență: 100 Arbitri: Alpaidze, Berezkina |
| 19 septembrie 2021 16:00 | Pletikosić 7    | (16–18) | Grijseels 11            | Bemax Arena, Podgorica Asistență: 100 Arbitri: Alpaidze, Berezkina |
| 19 septembrie 2021 16:00 | 5× 1×           | Raport  | 3× 1×                   | Bemax Arena, Podgorica Asistență: 100 Arbitri: Alpaidze, Berezkina |

| 25 septembrie 2021 16:00 | Rostov-Don   | 19 – 20 | FTC-Rail Cargo Hungaria | Palatul Sporturilor, Rostov-pe-Don Asistență: 2.751 Arbitri: Hatipoğlu, Şimşek |
| 25 septembrie 2021 16:00 | Managarova 5 | (8–11)  | Bölk 6                  | Palatul Sporturilor, Rostov-pe-Don Asistență: 2.751 Arbitri: Hatipoğlu, Şimşek |
| 25 septembrie 2021 16:00 | 1× 2×        | Raport  | 5× 3×                   | Palatul Sporturilor, Rostov-pe-Don Asistență: 2.751 Arbitri: Hatipoğlu, Şimşek |

| 25 septembrie 2021 18:00 | BV Borussia 09 Dortmund | 30 – 27 | Brest Bretagne Handball | Sporthalle Wellinghofen, Dortmund Asistență: 120 Arbitri: Lindenbaum, Rätz |
| 25 septembrie 2021 18:00 | Grijseels 9             | (15–9)  | Niakaté 7               | Sporthalle Wellinghofen, Dortmund Asistență: 120 Arbitri: Lindenbaum, Rätz |
| 25 septembrie 2021 18:00 | 2× 1×                   | Raport  | 2×                      | Sporthalle Wellinghofen, Dortmund Asistență: 120 Arbitri: Lindenbaum, Rätz |

| 25 septembrie 2021 18:00 | RK Podravka Koprivnica  | 31 – 36 | CSM București | Sportska dvorana „Fran Galović”, Koprivnica Asistență: 250 Arbitri: Duplîi, Pobedrina |
| 25 septembrie 2021 18:00 | Kalaus, Milosavljević 7 | (15–16) | Neagu 14      | Sportska dvorana „Fran Galović”, Koprivnica Asistență: 250 Arbitri: Duplîi, Pobedrina |
| 25 septembrie 2021 18:00 | 4× 2×                   | Raport  | 5×            | Sportska dvorana „Fran Galović”, Koprivnica Asistență: 250 Arbitri: Duplîi, Pobedrina |

| 26 septembrie 2021 14:00 | Team Esbjerg | 35 – 20 | Budućnost BEMAX | Blue Water Dokken, Esbjerg Asistență: 1.783 Arbitri: Lidacka, Lesiak |
| 26 septembrie 2021 14:00 | Türkoğlu 6   | (16–10) | Pavićević 5     | Blue Water Dokken, Esbjerg Asistență: 1.783 Arbitri: Lidacka, Lesiak |
| 26 septembrie 2021 14:00 | 2× 1×        | Raport  | 4×              | Blue Water Dokken, Esbjerg Asistență: 1.783 Arbitri: Lidacka, Lesiak |

| 16 octombrie 2021 16:00 | FTC-Rail Cargo Hungaria | 31 – 31 | Team Esbjerg | Elek Gyula Aréna, Budapest Asistență: 1.600 Arbitri: Antić, Jakovljević |
| 16 octombrie 2021 16:00 | Malestein 10            | (16–16) | Reistad 10   | Elek Gyula Aréna, Budapest Asistență: 1.600 Arbitri: Antić, Jakovljević |
| 16 octombrie 2021 16:00 | 3× 1×                   | Raport  | 3× 1×        | Elek Gyula Aréna, Budapest Asistență: 1.600 Arbitri: Antić, Jakovljević |

| 16 octombrie 2021 18:00 | Brest Bretagne Handball | 35 – 22 | RK Podravka Koprivnica | Brest Arena, Brest Asistență: 3.301 Arbitri: Doicinov, Gorețov |
| 16 octombrie 2021 18:00 | Foppa 7                 | (17–9)  | Milosavljević 6        | Brest Arena, Brest Asistență: 3.301 Arbitri: Doicinov, Gorețov |
| 16 octombrie 2021 18:00 | 3×                      | Raport  | 5× 1×                  | Brest Arena, Brest Asistență: 3.301 Arbitri: Doicinov, Gorețov |

| 17 octombrie 2021 16:00 | Budućnost BEMAX | 19 – 25 | Rostov-Don   | Bemax Arena, Podgorica Asistență: 100 Arbitri: Ilieva, Karbeska |
| 17 octombrie 2021 16:00 | Pletikosić 5    | (10–14) | Sen, Zaadi 6 | Bemax Arena, Podgorica Asistență: 100 Arbitri: Ilieva, Karbeska |
| 17 octombrie 2021 16:00 | 1× 2×           | Raport  | 1× 3×        | Bemax Arena, Podgorica Asistență: 100 Arbitri: Ilieva, Karbeska |

| 17 octombrie 2021 16:00 | BV Borussia 09 Dortmund       | 22 – 25 | CSM București | Sporthalle Wellinghofen, Dortmund Asistență: 450 Arbitri: Erdoğan, Özdeniz |
| 17 octombrie 2021 16:00 | Gutiérrez Bermejo, Zschocke 5 | (11–12) | Neagu 6       | Sporthalle Wellinghofen, Dortmund Asistență: 450 Arbitri: Erdoğan, Özdeniz |
| 17 octombrie 2021 16:00 | 2× 1×                         | Raport  | 5× 1×         | Sporthalle Wellinghofen, Dortmund Asistență: 450 Arbitri: Erdoğan, Özdeniz |

| 23 octombrie 2021 16:00 | FTC-Rail Cargo Hungaria | 28 – 27 | Brest Bretagne Handball | Elek Gyula Aréna, Budapest Arbitri: Alpaidze, Berezkina |
| 23 octombrie 2021 16:00 | Bölk 8                  | (15–17) | Toublanc 8              | Elek Gyula Aréna, Budapest Arbitri: Alpaidze, Berezkina |
| 23 octombrie 2021 16:00 | 2× 1×                   | Raport  | 1×                      | Elek Gyula Aréna, Budapest Arbitri: Alpaidze, Berezkina |

| 23 octombrie 2021 16:00 | Rostov-Don | 37 – 27 | BV Borussia 09 Dortmund | Palatul Sporturilor, Rostov-pe-Don Asistență: 2.357 Arbitri: Konjičanin, Konjičanin |
| 23 octombrie 2021 16:00 | Zaadi 8    | (17–11) | Zschocke 6              | Palatul Sporturilor, Rostov-pe-Don Asistență: 2.357 Arbitri: Konjičanin, Konjičanin |
| 23 octombrie 2021 16:00 | 4× 1×      | Raport  | 3×                      | Palatul Sporturilor, Rostov-pe-Don Asistență: 2.357 Arbitri: Konjičanin, Konjičanin |

| 23 octombrie 2021 18:00 | RK Podravka Koprivnica | 26 – 27 | Team Esbjerg | Sportska dvorana „Fran Galović”, Koprivnica Asistență: 400 Arbitri: Covalciuc, Covalciuc |
| 23 octombrie 2021 18:00 | Milosavljević 7        | (9–15)  | Breistøl 8   | Sportska dvorana „Fran Galović”, Koprivnica Asistență: 400 Arbitri: Covalciuc, Covalciuc |
| 23 octombrie 2021 18:00 | 4× 3×                  | Raport  | 3×           | Sportska dvorana „Fran Galović”, Koprivnica Asistență: 400 Arbitri: Covalciuc, Covalciuc |

| 24 octombrie 2021 14:00 | CSM București | 30 – 22 | Budućnost BEMAX | Sala Polivalentă, București Asistență: 1.800 Arbitri: Christidi, Papamattheou |
| 24 octombrie 2021 14:00 | Neagu 6       | (14–10) | Pletikosić 5    | Sala Polivalentă, București Asistență: 1.800 Arbitri: Christidi, Papamattheou |
| 24 octombrie 2021 14:00 | 2× 1×         | Raport  | 3× 1×           | Sala Polivalentă, București Asistență: 1.800 Arbitri: Christidi, Papamattheou |

| 30 octombrie 2021 16:00 | CSM București | 29 – 30 | Brest Bretagne Handball | Sala Polivalentă, București Asistență: 0 Arbitri: Christiansen, Hansen |
| 30 octombrie 2021 16:00 | Neagu 10      | (16–14) | Niakaté 10              | Sala Polivalentă, București Asistență: 0 Arbitri: Christiansen, Hansen |
| 30 octombrie 2021 16:00 | 5× 2×         | Raport  | 4×                      | Sala Polivalentă, București Asistență: 0 Arbitri: Christiansen, Hansen |

| 30 octombrie 2021 18:00 | Budućnost BEMAX | 26 – 30 | FTC-Rail Cargo Hungaria | Bemax Arena, Podgorica Asistență: 300 Arbitri: Duplîi, Pobedrina |
| 30 octombrie 2021 18:00 | Pletikosić 7    | (13–13) | Malestein 9             | Bemax Arena, Podgorica Asistență: 300 Arbitri: Duplîi, Pobedrina |
| 30 octombrie 2021 18:00 | 5×              | Raport  | 3×                      | Bemax Arena, Podgorica Asistență: 300 Arbitri: Duplîi, Pobedrina |

| 31 octombrie 2021 14:00 | BV Borussia 09 Dortmund | 38 – 14 | RK Podravka Koprivnica | Sporthalle Wellinghofen, Dortmund Asistență: 450 Arbitri: Christidi, Papamattheou |
| 31 octombrie 2021 14:00 | Grijseels 15            | (16–8)  | Kalaus 9               | Sporthalle Wellinghofen, Dortmund Asistență: 450 Arbitri: Christidi, Papamattheou |
| 31 octombrie 2021 14:00 | 3× 1×                   | Raport  | 4× 2×                  | Sporthalle Wellinghofen, Dortmund Asistență: 450 Arbitri: Christidi, Papamattheou |

| 31 octombrie 2021 14:00 | Team Esbjerg                | 25 – 18 | Rostov-Don | Blue Water Dokken, Esbjerg Asistență: 2.014 Arbitri: Simone, Monitillo |
| 31 octombrie 2021 14:00 | Reistad, Røsberg Jacobsen 8 | (13–10) | Zaadi 5    | Blue Water Dokken, Esbjerg Asistență: 2.014 Arbitri: Simone, Monitillo |
| 31 octombrie 2021 14:00 | 4× 2×                       | Raport  | 3×         | Blue Water Dokken, Esbjerg Asistență: 2.014 Arbitri: Simone, Monitillo |

| 13 noiembrie 2021 16:00 | FTC-Rail Cargo Hungaria | 31 – 30 | CSM București | Elek Gyula Aréna, Budapest Asistență: 2.200 Arbitri: Mata, López |
| 13 noiembrie 2021 16:00 | Grbić 6                 | (20–16) | Neagu 7       | Elek Gyula Aréna, Budapest Asistență: 2.200 Arbitri: Mata, López |
| 13 noiembrie 2021 16:00 | 3× 1×                   | Raport  | 3×            | Elek Gyula Aréna, Budapest Asistență: 2.200 Arbitri: Mata, López |

| 13 noiembrie 2021 18:00 | Brest Bretagne Handball | 25 – 21 | Budućnost BEMAX | Brest Arena, Brest Asistență: 3.552 Arbitri: Hatipoğlu, Şimşek |
| 13 noiembrie 2021 18:00 | Toublanc 10             | (12–12) | Kepić 5         | Brest Arena, Brest Asistență: 3.552 Arbitri: Hatipoğlu, Şimşek |
| 13 noiembrie 2021 18:00 | 4× 1×                   | Raport  | 5× 1×           | Brest Arena, Brest Asistență: 3.552 Arbitri: Hatipoğlu, Şimşek |

| 13 noiembrie 2021 18:00 | RK Podravka Koprivnica | 22 – 23 | Rostov-Don          | Sportska dvorana „Fran Galović”, Koprivnica Asistență: 250 Arbitri: Erdoğan, Özdeniz |
| 13 noiembrie 2021 18:00 | Bazaliu 7              | (13–13) | Managarova, Zaadi 5 | Sportska dvorana „Fran Galović”, Koprivnica Asistență: 250 Arbitri: Erdoğan, Özdeniz |
| 13 noiembrie 2021 18:00 | 3×                     | Raport  | 1× 2×               | Sportska dvorana „Fran Galović”, Koprivnica Asistență: 250 Arbitri: Erdoğan, Özdeniz |

| 14 noiembrie 2021 14:00 | BV Borussia 09 Dortmund | 29 – 32 | Team Esbjerg        | Sporthalle Wellinghofen, Dortmund Asistență: 650 Arbitri: Sekulić, Jovandić |
| 14 noiembrie 2021 14:00 | Grijseels 8             | (14–20) | Breistøl, Ingstad 8 | Sporthalle Wellinghofen, Dortmund Asistență: 650 Arbitri: Sekulić, Jovandić |
| 14 noiembrie 2021 14:00 | 2× 1×                   | Raport  | 4× 1×               | Sporthalle Wellinghofen, Dortmund Asistență: 650 Arbitri: Sekulić, Jovandić |

| 20 noiembrie 2021 17:00 | CSM București | 27 – 21 | FTC-Rail Cargo Hungaria | Sala Polivalentă, București Asistență: 0 Arbitri: Gasmi, Gasmi |
| 20 noiembrie 2021 17:00 | Neagu 9       | (16–11) | Bölk 9                  | Sala Polivalentă, București Asistență: 0 Arbitri: Gasmi, Gasmi |
| 20 noiembrie 2021 17:00 | 2× 1×         | Raport  | 2×                      | Sala Polivalentă, București Asistență: 0 Arbitri: Gasmi, Gasmi |

| 20 noiembrie 2021 18:00 | Rostov-Don    | 34 – 23 | RK Podravka Koprivnica | Palatul Sporturilor, Rostov-pe-Don Asistență: 500 Arbitri: Metalari, Nikolovski |
| 20 noiembrie 2021 18:00 | Zaadi Deuna 8 | (18–12) | Bazaliu, Kalaus 6      | Palatul Sporturilor, Rostov-pe-Don Asistență: 500 Arbitri: Metalari, Nikolovski |
| 20 noiembrie 2021 18:00 | 2× 1×         | Raport  | 3× 2×                  | Palatul Sporturilor, Rostov-pe-Don Asistență: 500 Arbitri: Metalari, Nikolovski |

| 20 noiembrie 2021 18:00 | Budućnost BEMAX | 30 – 28 | Brest Bretagne Handball | Bemax Arena, Podgorica Asistență: 500 Arbitri: Covalciuc, Covalciuc |
| 20 noiembrie 2021 18:00 | Pletikosić 12   | (13–16) | Fauske 9                | Bemax Arena, Podgorica Asistență: 500 Arbitri: Covalciuc, Covalciuc |
| 20 noiembrie 2021 18:00 | 3× 2×           | Raport  | 3× 1×                   | Bemax Arena, Podgorica Asistență: 500 Arbitri: Covalciuc, Covalciuc |

| 21 noiembrie 2021 16:00 | Team Esbjerg         | 34 – 24 | BV Borussia 09 Dortmund | Blue Water Dokken, Esbjerg Asistență: 2.031 Arbitri: Bolić, Hurich |
| 21 noiembrie 2021 16:00 | Breistøl, Jacobsen 7 | (18–13) | Sando 7                 | Blue Water Dokken, Esbjerg Asistență: 2.031 Arbitri: Bolić, Hurich |
| 21 noiembrie 2021 16:00 |                      | Raport  | 2×                      | Blue Water Dokken, Esbjerg Asistență: 2.031 Arbitri: Bolić, Hurich |

| 8 ianuarie 2022 16:00 | FTC-Rail Cargo Hungaria | 26 – 22 | Budućnost BEMAX | Elek Gyula Aréna, Budapest Asistență: 2.000 Arbitri: Backović, Palačković |
| 8 ianuarie 2022 16:00 | Bölk 8                  | (18–11) | Bulatović 6     | Elek Gyula Aréna, Budapest Asistență: 2.000 Arbitri: Backović, Palačković |
| 8 ianuarie 2022 16:00 | 3× 1×                   | Raport  | 5× 2×           | Elek Gyula Aréna, Budapest Asistență: 2.000 Arbitri: Backović, Palačković |

| 8 ianuarie 2022 18:00 | Rostov-Don    | 25 – 27 | Team Esbjerg | Palatul Sporturilor, Rostov-pe-Don Asistență: 497 Arbitri: Jović, Arnautović |
| 8 ianuarie 2022 18:00 | Zaadi Deuna 6 | (15–12) | Frafjord 6   | Palatul Sporturilor, Rostov-pe-Don Asistență: 497 Arbitri: Jović, Arnautović |
| 8 ianuarie 2022 18:00 | 1×            | Raport  | 2× 1×        | Palatul Sporturilor, Rostov-pe-Don Asistență: 497 Arbitri: Jović, Arnautović |

| 9 ianuarie 2022 14:00 | RK Podravka Koprivnica | 24 – 32 | BV Borussia 09 Dortmund | Sportska dvorana „Fran Galović”, Koprivnica Asistență: 400 Arbitri: Hatipoğlu, Şimşek |
| 9 ianuarie 2022 14:00 | Milosavljević 7        | (10–17) | Freriks 6               | Sportska dvorana „Fran Galović”, Koprivnica Asistență: 400 Arbitri: Hatipoğlu, Şimşek |
| 9 ianuarie 2022 14:00 | 7× 2×                  | Raport  | 3× 1×                   | Sportska dvorana „Fran Galović”, Koprivnica Asistență: 400 Arbitri: Hatipoğlu, Şimşek |

| 19 ianuarie 2022 20:45 | Brest Bretagne Handball | 24 – 21 | CSM București | Brest Arena, Brest Asistență: 2.000 Arbitri: Duplîi, Pobedrina |
| 19 ianuarie 2022 20:45 | Coatanea 5              | (11–11) | Neagu 7       | Brest Arena, Brest Asistență: 2.000 Arbitri: Duplîi, Pobedrina |
| 19 ianuarie 2022 20:45 | 2× 1×                   | Raport  | 5× 1×         | Brest Arena, Brest Asistență: 2.000 Arbitri: Duplîi, Pobedrina |

| 15 ianuarie 2022 16:00 | Budućnost BEMAX | 20 – 28 | CSM București | Bemax Arena, Podgorica Asistență: 0 Arbitri: Mitrevski, Todorovski |
| 15 ianuarie 2022 16:00 | Pavićević 7     | (9–15)  | Neagu 7       | Bemax Arena, Podgorica Asistență: 0 Arbitri: Mitrevski, Todorovski |
| 15 ianuarie 2022 16:00 | 4× 2×           | Raport  | 3× 1×         | Bemax Arena, Podgorica Asistență: 0 Arbitri: Mitrevski, Todorovski |

| 15 ianuarie 2022 18:00 | BV Borussia 09 Dortmund | 25 – 31 | Rostov-Don                | Sporthalle Wellinghofen, Dortmund Asistență: 400 Arbitri: Lidacka, Lesiak |
| 15 ianuarie 2022 18:00 | Kücükyildiz 7           | (12–17) | Managarova, Zaadi Deuna 8 | Sporthalle Wellinghofen, Dortmund Asistență: 400 Arbitri: Lidacka, Lesiak |
| 15 ianuarie 2022 18:00 | 4× 1×                   | Raport  | 3× 1×                     | Sporthalle Wellinghofen, Dortmund Asistență: 400 Arbitri: Lidacka, Lesiak |

| 29 ianuarie 2022 16:00 | Team Esbjerg      | 30 – 17 | RK Podravka Koprivnica | Blue Water Dokken, Esbjerg Asistență: 1.180 Arbitri: Kijauskaitė, Žalienė |
| 29 ianuarie 2022 16:00 | Solberg-Isaksen 7 | (18–7)  | Stelmah 5              | Blue Water Dokken, Esbjerg Asistență: 1.180 Arbitri: Kijauskaitė, Žalienė |
| 29 ianuarie 2022 16:00 | 3×                | Raport  | 5× 2×                  | Blue Water Dokken, Esbjerg Asistență: 1.180 Arbitri: Kijauskaitė, Žalienė |

| 29 ianuarie 2022 20:00 | Brest Bretagne Handball | 30 – 25 | FTC-Rail Cargo Hungaria | Brest Arena, Brest Asistență: 2.000 Arbitri: Erdoğan, Özdeniz |
| 29 ianuarie 2022 20:00 | Fauske 13               | (19–16) | Malestein 10            | Brest Arena, Brest Asistență: 2.000 Arbitri: Erdoğan, Özdeniz |
| 29 ianuarie 2022 20:00 | 3× 2×                   | Raport  | 4× 2× 1×                | Brest Arena, Brest Asistență: 2.000 Arbitri: Erdoğan, Özdeniz |

| 22 ianuarie 2022 17:00 | CSM București | 33 – 29 | BV Borussia 09 Dortmund | Sala Polivalentă, București Asistență: 1.800 Arbitri: Sá, Sá |
| 22 ianuarie 2022 17:00 | Neagu 11      | (16–14) | Berger 6                | Sala Polivalentă, București Asistență: 1.800 Arbitri: Sá, Sá |
| 22 ianuarie 2022 17:00 | 4× 1×         | Raport  | 4× 1×                   | Sala Polivalentă, București Asistență: 1.800 Arbitri: Sá, Sá |

| 22 ianuarie 2022 18:00 | Rostov-Don              | 30 – 20 | Budućnost BEMAX | Palatul Sporturilor, Rostov-pe-Don Asistență: 500 Arbitri: Nabokau, Kulik |
| 22 ianuarie 2022 18:00 | Bobrovnikova, Kojocar 5 | (12–9)  | Vukčević 5      | Palatul Sporturilor, Rostov-pe-Don Asistență: 500 Arbitri: Nabokau, Kulik |
| 22 ianuarie 2022 18:00 | 5× 1×                   | Raport  | 6× 1×           | Palatul Sporturilor, Rostov-pe-Don Asistență: 500 Arbitri: Nabokau, Kulik |

| 23 ianuarie 2022 14:00 | Team Esbjerg | 33 – 27 | FTC-Rail Cargo Hungaria | Blue Water Dokken, Esbjerg Asistență: 1.260 Arbitri: Braseth, Sundet |
| 23 ianuarie 2022 14:00 | Reistad 13   | (14–13) | Kisfaludy, Malestein 6  | Blue Water Dokken, Esbjerg Asistență: 1.260 Arbitri: Braseth, Sundet |
| 23 ianuarie 2022 14:00 | 2× 1×        | Raport  | 5× 2×                   | Blue Water Dokken, Esbjerg Asistență: 1.260 Arbitri: Braseth, Sundet |

| 23 ianuarie 2022 14:00 | RK Podravka Koprivnica | 28 – 39 | Brest Bretagne Handball | Sportska dvorana „Fran Galović”, Koprivnica Asistență: 200 Arbitri: Tzaferopoulos, Bethmann |
| 23 ianuarie 2022 14:00 | Milosavljević 7        | (16–17) | Fauske 11               | Sportska dvorana „Fran Galović”, Koprivnica Asistență: 200 Arbitri: Tzaferopoulos, Bethmann |
| 23 ianuarie 2022 14:00 | 5×                     | Raport  | 3× 1×                   | Sportska dvorana „Fran Galović”, Koprivnica Asistență: 200 Arbitri: Tzaferopoulos, Bethmann |

| 5 februarie 2022 16:00 | Brest Bretagne Handball | 31 – 25 | BV Borussia 09 Dortmund  | Brest Arena, Brest Asistență: 3.455 Arbitri: Christiansen, Hansen |
| 5 februarie 2022 16:00 | Toublanc 6              | (17–10) | Nåmo Rønning, Van Zijl 5 | Brest Arena, Brest Asistență: 3.455 Arbitri: Christiansen, Hansen |
| 5 februarie 2022 16:00 | 1×                      | Raport  | 5× 1×                    | Brest Arena, Brest Asistență: 3.455 Arbitri: Christiansen, Hansen |

| 5 februarie 2022 16:00 | FTC-Rail Cargo Hungaria | 25 – 25 | Rostov-Don   | Elek Gyula Aréna, Budapest Asistență: 1.800 Arbitri: Christidi, Papamattheou |
| 5 februarie 2022 16:00 | Szöllősi-Zácsik 7       | (13–13) | Managarova 7 | Elek Gyula Aréna, Budapest Asistență: 1.800 Arbitri: Christidi, Papamattheou |
| 5 februarie 2022 16:00 | 3× 1×                   | Raport  | 2×           | Elek Gyula Aréna, Budapest Asistență: 1.800 Arbitri: Christidi, Papamattheou |

| 5 februarie 2022 18:00 | Budućnost BEMAX         | 25 – 36 | Team Esbjerg | Bemax Arena, Podgorica Asistență: 500 Arbitri: Praštalo, Balvan |
| 5 februarie 2022 18:00 | Pavićević, Pletikosić 6 | (13–14) | Kamp 8       | Bemax Arena, Podgorica Asistență: 500 Arbitri: Praštalo, Balvan |
| 5 februarie 2022 18:00 | 3× 2×                   | Raport  | 2×           | Bemax Arena, Podgorica Asistență: 500 Arbitri: Praštalo, Balvan |

| 6 februarie 2022 15:00 | CSM București       | 29 – 21 | RK Podravka Koprivnica | Sala Polivalentă, București Asistență: 1.350 Arbitri: Ilieva, Karbeska |
| 6 februarie 2022 15:00 | Arntzen, Omoregie 5 | (19–10) | Mugoša 7               | Sala Polivalentă, București Asistență: 1.350 Arbitri: Ilieva, Karbeska |
| 6 februarie 2022 15:00 | 3× 2×               | Raport  | 1× 2×                  | Sala Polivalentă, București Asistență: 1.350 Arbitri: Ilieva, Karbeska |

| 13 februarie 2022 16:00 | BV Borussia 09 Dortmund | 30 – 34 | Budućnost BEMAX | Sporthalle Wellinghofen, Dortmund Asistență: 500 Arbitri: Vranes, Wenninger |
| 13 februarie 2022 16:00 | Van der Heijden 8       | (18–16) | Maslova 10      | Sporthalle Wellinghofen, Dortmund Asistență: 500 Arbitri: Vranes, Wenninger |
| 13 februarie 2022 16:00 | 2×                      | Raport  | 6× 1×           | Sporthalle Wellinghofen, Dortmund Asistență: 500 Arbitri: Vranes, Wenninger |

| 13 februarie 2022 16:00 | Team Esbjerg | 28 – 28 | Brest Bretagne Handball | Blue Water Dokken, Esbjerg Asistență: 2.135 Arbitri: Backović, Palačković |
| 13 februarie 2022 16:00 | Breistøl 8   | (15–16) | Toublanc 7              | Blue Water Dokken, Esbjerg Asistență: 2.135 Arbitri: Backović, Palačković |
| 13 februarie 2022 16:00 | 4×           | Raport  | 6× 3×                   | Blue Water Dokken, Esbjerg Asistență: 2.135 Arbitri: Backović, Palačković |

| 16 februarie 2022 17:00 | RK Podravka Koprivnica | 29 – 33 | FTC-Rail Cargo Hungaria | Sportska dvorana „Fran Galović”, Koprivnica Asistență: 200 Arbitri: Sekulić, Jovandić |
| 16 februarie 2022 17:00 | Milosavljević 11       | (16–15) | Szöllősi-Zácsik 7       | Sportska dvorana „Fran Galović”, Koprivnica Asistență: 200 Arbitri: Sekulić, Jovandić |
| 16 februarie 2022 17:00 | 3× 2×                  | Raport  | 5× 1×                   | Sportska dvorana „Fran Galović”, Koprivnica Asistență: 200 Arbitri: Sekulić, Jovandić |

| 12 februarie 2022 18:00 | Rostov-Don | 10 – 0 | CSM București | Palatul Sporturilor, Rostov-pe-Don |
| 12 februarie 2022 18:00 | Raport     |        |               | Palatul Sporturilor, Rostov-pe-Don |
| 12 februarie 2022 18:00 |            |        |               | Palatul Sporturilor, Rostov-pe-Don |

| 19 februarie 2022 16:00 | FTC-Rail Cargo Hungaria   | 23 – 21 | BV Borussia 09 Dortmund | Elek Gyula Aréna, Budapest Asistență: 2.000 Arbitri: Duplîi, Pobedrina |
| 19 februarie 2022 16:00 | Stolle, Szöllősi-Zácsik 4 | (12–11) | Van der Heijden 4       | Elek Gyula Aréna, Budapest Asistență: 2.000 Arbitri: Duplîi, Pobedrina |
| 19 februarie 2022 16:00 | 5× 2×                     | Raport  | 2× 1×                   | Elek Gyula Aréna, Budapest Asistență: 2.000 Arbitri: Duplîi, Pobedrina |

| 19 februarie 2022 18:00 | Brest Bretagne Handball | 18 – 29 | Rostov-Don    | Brest Arena, Brest Asistență: 4.101 Arbitri: Merz, Kuttler |
| 19 februarie 2022 18:00 | Toublanc 6              | (9–17)  | Zaadi Deuna 9 | Brest Arena, Brest Asistență: 4.101 Arbitri: Merz, Kuttler |
| 19 februarie 2022 18:00 | 4× 3×                   | Raport  | 2×            | Brest Arena, Brest Asistență: 4.101 Arbitri: Merz, Kuttler |

| 19 februarie 2022 18:00 | Budućnost BEMAX | 27 – 21 | RK Podravka Koprivnica | Bemax Arena, Podgorica Asistență: 600 Arbitri: Christidi, Papamattheou |
| 19 februarie 2022 18:00 | Pletikosić 12   | (13–13) | Milosavljević 7        | Bemax Arena, Podgorica Asistență: 600 Arbitri: Christidi, Papamattheou |
| 19 februarie 2022 18:00 | 3× 2×           | Raport  | 4× 2×                  | Bemax Arena, Podgorica Asistență: 600 Arbitri: Christidi, Papamattheou |

| 20 februarie 2022 15:00 | CSM București | 29 – 29 | Team Esbjerg | Sala Polivalentă, București Asistență: 1.250 Arbitri: Antić, Jakovljević |
| 20 februarie 2022 15:00 | Neagu 10      | (15–16) | Reistad 9    | Sala Polivalentă, București Asistență: 1.250 Arbitri: Antić, Jakovljević |
| 20 februarie 2022 15:00 | 2× 1×         | Raport  | 3× 1×        | Sala Polivalentă, București Asistență: 1.250 Arbitri: Antić, Jakovljević |

### Grupa B
| Loc | Echipa              | MJ | V  | E | Î  | GM  | GP  | DG   | Pct | Calificare           |
| --- | ------------------- | -- | -- | - | -- | --- | --- | ---- | --- | -------------------- |
| 1   | Győri Audi ETO KC   | 14 | 13 | 0 | 1  | 471 | 354 | +117 | 26  | Sferturile de finală |
| 2   | Vipers Kristiansand | 14 | 10 | 0 | 4  | 435 | 370 | +65  | 20  | Sferturile de finală |
| 3   | Metz Handball       | 14 | 9  | 1 | 4  | 413 | 375 | +38  | 19  | Playoff              |
| 4   | ȚSKA Moscova        | 14 | 7  | 2 | 5  | 375 | 372 | +3   | 16  | Playoff              |
| 5   | Odense Håndbold     | 14 | 7  | 1 | 6  | 405 | 386 | +19  | 15  | Playoff              |
| 6   | RK Krim Mercator    | 14 | 4  | 2 | 8  | 362 | 381 | −19  | 10  | Playoff              |
| 7   | IK Sävehof          | 14 | 3  | 0 | 11 | 351 | 461 | −110 | 6   | Eliminată            |
| 8   | Kastamonu Bld. GSK  | 14 | 0  | 0 | 14 | 349 | 462 | −113 | 0   | Eliminată            |

| 11 septembrie 2021 18:00 | Győri Audi ETO KC | 35 – 29 | Vipers Kristiansand | Audi Aréna, Győr Asistență: 3.862 Arbitri: Gasmi, Gasmi |
| 11 septembrie 2021 18:00 | Lukács 7          | (17–13) | Valle Dahl 12       | Audi Aréna, Győr Asistență: 3.862 Arbitri: Gasmi, Gasmi |
| 11 septembrie 2021 18:00 | 3×                | Raport  | 5×                  | Audi Aréna, Győr Asistență: 3.862 Arbitri: Gasmi, Gasmi |

| 12 septembrie 2021 14:00 | IK Sävehof | 29 – 28 | RK Krim Mercator | Partille Arena, Partille Asistență: 600 Arbitri: Sá, Sá |
| 12 septembrie 2021 14:00 | Roberts 10 | (11–13) | Stanko 7         | Partille Arena, Partille Asistență: 600 Arbitri: Sá, Sá |
| 12 septembrie 2021 14:00 | 6× 3×      | Raport  | 6×               | Partille Arena, Partille Asistență: 600 Arbitri: Sá, Sá |

| 12 septembrie 2021 16:00 | Kastamonu Bld. GSK | 25 – 31 | Odense Håndbold     | Atatürk Spor Salonu, Kastamonu Asistență: 1.200 Arbitri: Vujačić, Kažanegra |
| 12 septembrie 2021 16:00 | Radičević 9        | (11–15) | Housheer, Højlund 7 | Atatürk Spor Salonu, Kastamonu Asistență: 1.200 Arbitri: Vujačić, Kažanegra |
| 12 septembrie 2021 16:00 | 3× 1×              | Raport  | 3×                  | Atatürk Spor Salonu, Kastamonu Asistență: 1.200 Arbitri: Vujačić, Kažanegra |

| 17 noiembrie 2021 20:45 | Metz Handball | 24 – 32 | ȚSKA Moscova | Arènes de Metz, Metz Asistență: 2.754 Arbitri: Merz, Kuttler |
| 17 noiembrie 2021 20:45 | Mičijević 5   | (12–15) | Gros 12      | Arènes de Metz, Metz Asistență: 2.754 Arbitri: Merz, Kuttler |
| 17 noiembrie 2021 20:45 | 1× 2×         | Raport  | 2×           | Arènes de Metz, Metz Asistență: 2.754 Arbitri: Merz, Kuttler |

| 18 septembrie 2021 16:00 | Odense Håndbold | 21 – 27 | Metz Handball | Sydbank Arena, Odense Asistență: 1.647 Arbitri: Lončar, Lončar |
| 18 septembrie 2021 16:00 | Housheer 9      | (13–15) | Nocandy 7     | Sydbank Arena, Odense Asistență: 1.647 Arbitri: Lončar, Lončar |
| 18 septembrie 2021 16:00 | 3×              | Raport  | 3× 1×         | Sydbank Arena, Odense Asistență: 1.647 Arbitri: Lončar, Lončar |

| 18 septembrie 2021 18:00 | RK Krim Mercator | 26 – 31 | Győri Audi ETO KC  | Arena Stožice, Ljubljana Asistență: 542 Arbitri: Ilieva, Karbeska |
| 18 septembrie 2021 18:00 | Sercien-Ugolin 5 | (12–13) | Kristiansen, Ryu 7 | Arena Stožice, Ljubljana Asistență: 542 Arbitri: Ilieva, Karbeska |
| 18 septembrie 2021 18:00 | 1× 2×            | Raport  | 1× 2×              | Arena Stožice, Ljubljana Asistență: 542 Arbitri: Ilieva, Karbeska |

| 18 septembrie 2021 18:00 | Vipers Kristiansand | 34 – 25 | IK Sävehof | Aquarama Kristiansand, Kristiansand Asistență: 850 Arbitri: Geraets, Geraets |
| 18 septembrie 2021 18:00 | Mørk 12             | (15–11) | Roberts 5  | Aquarama Kristiansand, Kristiansand Asistență: 850 Arbitri: Geraets, Geraets |
| 18 septembrie 2021 18:00 | 4× 1×               | Raport  | 2× 1×      | Aquarama Kristiansand, Kristiansand Asistență: 850 Arbitri: Geraets, Geraets |

| 19 septembrie 2021 14:00 | ȚSKA Moscova | 34 – 27 | Kastamonu Bld. GSK | Palatul Sporturilor „Dinamo”, Moscova Asistență: 415 Arbitri: Jovandić, Sekulić |
| 19 septembrie 2021 14:00 | Gros 10      | (16–15) | Radičević 8        | Palatul Sporturilor „Dinamo”, Moscova Asistență: 415 Arbitri: Jovandić, Sekulić |
| 19 septembrie 2021 14:00 | 2× 1×        | Raport  | 4×                 | Palatul Sporturilor „Dinamo”, Moscova Asistență: 415 Arbitri: Jovandić, Sekulić |

| 25 septembrie 2021 16:00 | Kastamonu Bld. GSK    | 23 – 24 | RK Krim Mercator | Atatürk Spor Salonu, Kastamonu Asistență: 350 Arbitri: Năstase, Stancu |
| 25 septembrie 2021 16:00 | Kovářová, Radičević 5 | (9–12)  | Krpež Šlezak 9   | Atatürk Spor Salonu, Kastamonu Asistență: 350 Arbitri: Năstase, Stancu |
| 25 septembrie 2021 16:00 | 5× 1×                 | Raport  | 2× 1×            | Atatürk Spor Salonu, Kastamonu Asistență: 350 Arbitri: Năstase, Stancu |

| 26 septembrie 2021 16:00 | Győri Audi ETO KC | 32 – 22 | ȚSKA Moscova     | Audi Aréna, Győr Asistență: 4.071 Arbitri: Mata, López |
| 26 septembrie 2021 16:00 | Oftedal 5         | (17–15) | Gros, Sabirova 6 | Audi Aréna, Győr Asistență: 4.071 Arbitri: Mata, López |
| 26 septembrie 2021 16:00 | 4× 1×             | Raport  | 3× 2×            | Audi Aréna, Győr Asistență: 4.071 Arbitri: Mata, López |

| 26 septembrie 2021 16:00 | Metz Handball | 23 – 18 | Vipers Kristiansand | Arènes de Metz, Metz Asistență: 2.765 Arbitri: Simone, Monitillo |
| 26 septembrie 2021 16:00 | Nocandy 5     | (14–9)  | Mørk 5              | Arènes de Metz, Metz Asistență: 2.765 Arbitri: Simone, Monitillo |
| 26 septembrie 2021 16:00 | 5×            | Raport  | 5× 1×               | Arènes de Metz, Metz Asistență: 2.765 Arbitri: Simone, Monitillo |

| 26 septembrie 2021 16:00 | IK Sävehof | 31 – 37 | Odense Håndbold | Partille Arena, Partille Asistență: 600 Arbitri: Merz, Kuttler |
| 26 septembrie 2021 16:00 | Roberts 10 | (16–19) | Rej 8           | Partille Arena, Partille Asistență: 600 Arbitri: Merz, Kuttler |
| 26 septembrie 2021 16:00 | 4× 2×      | Raport  | 1×              | Partille Arena, Partille Asistență: 600 Arbitri: Merz, Kuttler |

| 16 octombrie 2021 18:00 | Vipers Kristiansand | 39 – 25 | Kastamonu Bld. GSK | Aquarama Kristiansand, Kristiansand Asistență: 1.350 Arbitri: Kijauskaitė, Žalienė |
| 16 octombrie 2021 18:00 | Mørk 8              | (20–11) | Demirçelen 6       | Aquarama Kristiansand, Kristiansand Asistență: 1.350 Arbitri: Kijauskaitė, Žalienė |
| 16 octombrie 2021 18:00 | 4× 1×               | Raport  | 6× 1× 2×           | Aquarama Kristiansand, Kristiansand Asistență: 1.350 Arbitri: Kijauskaitė, Žalienė |

| 17 octombrie 2021 14:00 | ȚSKA Moscova      | 29 – 28 | IK Sävehof | Universalnîi Sportnîi Komplex ȚSKA, Moscova Asistență: 550 Arbitri: Buțkevici, Buțkevici |
| 17 octombrie 2021 14:00 | Ilina, Sabirova 6 | (14–11) | Roberts 8  | Universalnîi Sportnîi Komplex ȚSKA, Moscova Asistență: 550 Arbitri: Buțkevici, Buțkevici |
| 17 octombrie 2021 14:00 | 2× 1×             | Raport  | 5× 1×      | Universalnîi Sportnîi Komplex ȚSKA, Moscova Asistență: 550 Arbitri: Buțkevici, Buțkevici |

| 17 octombrie 2021 16:00 | RK Krim Mercator | 28 – 29 | Metz Handball | Arena Stožice, Ljubljana Asistență: 1.000 Arbitri: Alpaidze, Berezkina |
| 17 octombrie 2021 16:00 | Pineau 7         | (17–15) | Nocandy 8     | Arena Stožice, Ljubljana Asistență: 1.000 Arbitri: Alpaidze, Berezkina |
| 17 octombrie 2021 16:00 | 5× 1×            | Raport  | 6× 1×         | Arena Stožice, Ljubljana Asistență: 1.000 Arbitri: Alpaidze, Berezkina |

| 17 octombrie 2021 16:00 | Odense Håndbold | 26 – 31 | Győri Audi ETO KC | Sydbank Arena, Odense Asistență: 1.556 Arbitri: Carmaux, Mursch |
| 17 octombrie 2021 16:00 | Housheer 7      | (11–16) | Schatzl 6         | Sydbank Arena, Odense Asistență: 1.556 Arbitri: Carmaux, Mursch |
| 17 octombrie 2021 16:00 | 4× 1×           | Raport  | 6× 1×             | Sydbank Arena, Odense Asistență: 1.556 Arbitri: Carmaux, Mursch |

| 23 octombrie 2021 18:00 | Vipers Kristiansand | 24 – 27 | ȚSKA Moscova    | Aquarama Kristiansand, Kristiansand Asistență: 1.329 Arbitri: Sá, Sá |
| 23 octombrie 2021 18:00 | Mørk 9              | (11–11) | Mihailicenko 10 | Aquarama Kristiansand, Kristiansand Asistență: 1.329 Arbitri: Sá, Sá |
| 23 octombrie 2021 18:00 | 4× 2× 1×            | Raport  | 3× 2× 1×        | Aquarama Kristiansand, Kristiansand Asistență: 1.329 Arbitri: Sá, Sá |

| 23 octombrie 2021 18:00 | Metz Handball | 29 – 33 | Győri Audi ETO KC | Arènes de Metz, Metz Asistență: 4.051 Arbitri: Năstase, Stancu |
| 23 octombrie 2021 18:00 | De Paula 7    | (15–16) | Nze Minko 6       | Arènes de Metz, Metz Asistență: 4.051 Arbitri: Năstase, Stancu |
| 23 octombrie 2021 18:00 | 2×            | Raport  | 1×                | Arènes de Metz, Metz Asistență: 4.051 Arbitri: Năstase, Stancu |

| 24 octombrie 2021 16:00 | Odense Håndbold | 26 – 24 | RK Krim Mercator | Sydbank Arena, Odense Asistență: 1.217 Arbitri: Sekulić, Jovandić |
| 24 octombrie 2021 16:00 | Van Wetering 5  | (13–10) | Stanko 7         | Sydbank Arena, Odense Asistență: 1.217 Arbitri: Sekulić, Jovandić |
| 24 octombrie 2021 16:00 | 3× 1×           | Raport  | 3× 1×            | Sydbank Arena, Odense Asistență: 1.217 Arbitri: Sekulić, Jovandić |

| 24 octombrie 2021 16:00 | IK Sävehof  | 28 – 26 | Kastamonu Bld. GSK     | Partille Arena, Partille Asistență: 850 Arbitri: Lončar, Lončar |
| 24 octombrie 2021 16:00 | Mortensen 6 | (11–17) | Demirçelen, Kovářová 5 | Partille Arena, Partille Asistență: 850 Arbitri: Lončar, Lončar |
| 24 octombrie 2021 16:00 | 3× 1×       | Raport  | 1×                     | Partille Arena, Partille Asistență: 850 Arbitri: Lončar, Lončar |

| 30 octombrie 2021 16:00 | Győri Audi ETO KC | 41 – 19 | IK Sävehof | Audi Aréna, Győr Asistență: 3.945 Arbitri: Erșov, Pavliukov |
| 30 octombrie 2021 16:00 | Blohm 7           | (20–9)  | Roberts 5  | Audi Aréna, Győr Asistență: 3.945 Arbitri: Erșov, Pavliukov |
| 30 octombrie 2021 16:00 | 1×                | Raport  | 2×         | Audi Aréna, Győr Asistență: 3.945 Arbitri: Erșov, Pavliukov |

| 30 octombrie 2021 18:00 | RK Krim Mercator | 26 – 27 | Vipers Kristiansand | Arena Stožice, Ljubljana Asistență: 500 Arbitri: Barysas, Petrušis |
| 30 octombrie 2021 18:00 | Stanko 6         | (16–10) | Mørk 11             | Arena Stožice, Ljubljana Asistență: 500 Arbitri: Barysas, Petrušis |
| 30 octombrie 2021 18:00 | 5× 1×            | Raport  | 3× 1×               | Arena Stožice, Ljubljana Asistență: 500 Arbitri: Barysas, Petrušis |

| 31 octombrie 2021 16:00 | ȚSKA Moscova      | 21 – 28 | Odense Håndbold | Universalnîi Sportnîi Komplex ȚSKA, Moscova Asistență: 0 Arbitri: Andorcka, Hucker |
| 31 octombrie 2021 16:00 | Skorobogatcenko 5 | (13–14) | Rej 8           | Universalnîi Sportnîi Komplex ȚSKA, Moscova Asistență: 0 Arbitri: Andorcka, Hucker |
| 31 octombrie 2021 16:00 | 3× 1×             | Raport  | 4× 1×           | Universalnîi Sportnîi Komplex ȚSKA, Moscova Asistență: 0 Arbitri: Andorcka, Hucker |

| 31 octombrie 2021 16:00 | Kastamonu Bld. GSK | 20 – 30 | Metz Handball | Atatürk Spor Salonu, Kastamonu Asistență: 1.000 Arbitri: Antić, Jakovljević |
| 31 octombrie 2021 16:00 | Radičević 5        | (9–13)  | N'Gouan 6     | Atatürk Spor Salonu, Kastamonu Asistență: 1.000 Arbitri: Antić, Jakovljević |
| 31 octombrie 2021 16:00 | 4× 1×              | Raport  | 3× 2×         | Atatürk Spor Salonu, Kastamonu Asistență: 1.000 Arbitri: Antić, Jakovljević |

| 13 noiembrie 2021 18:00 | Győri Audi ETO KC | 37 – 20 | Kastamonu Bld. GSK | Audi Aréna, Győr Asistență: 3.100 Arbitri: Duplîi, Pobedrina |
| 13 noiembrie 2021 18:00 | Nze Minko 6       | (19–9)  | Radičević 11       | Audi Aréna, Győr Asistență: 3.100 Arbitri: Duplîi, Pobedrina |
| 13 noiembrie 2021 18:00 | 2× 1×             | Raport  | 3× 1×              | Audi Aréna, Győr Asistență: 3.100 Arbitri: Duplîi, Pobedrina |

| 14 noiembrie 2021 14:00 | ȚSKA Moscova | 21 – 21 | RK Krim Mercator | Universalnîi Sportnîi Komplex ȚSKA, Moscova Asistență: 370 Arbitri: Konjičanin, Konjičanin |
| 14 noiembrie 2021 14:00 | Ristovska 5  | (11–12) | Stanko 7         | Universalnîi Sportnîi Komplex ȚSKA, Moscova Asistență: 370 Arbitri: Konjičanin, Konjičanin |
| 14 noiembrie 2021 14:00 | 2× 1×        | Raport  | 2×               | Universalnîi Sportnîi Komplex ȚSKA, Moscova Asistență: 370 Arbitri: Konjičanin, Konjičanin |

| 14 noiembrie 2021 16:00 | Odense Håndbold | 27 – 32 | Vipers Kristiansand | Sydbank Arena, Odense Asistență: 2.117 Arbitri: Vešović, Mitrović |
| 14 noiembrie 2021 16:00 | Rej 7           | (15–17) | Knedlíková, Mørk 7  | Sydbank Arena, Odense Asistență: 2.117 Arbitri: Vešović, Mitrović |
| 14 noiembrie 2021 16:00 | 3× 2×           | Raport  | 4× 2×               | Sydbank Arena, Odense Asistență: 2.117 Arbitri: Vešović, Mitrović |

| 14 noiembrie 2021 16:00 | IK Sävehof | 28 – 31 | Metz Handball | Partille Arena, Partille Asistență: 1.522 Arbitri: Vranes, Wenninger |
| 14 noiembrie 2021 16:00 | Roberts 11 | (12–15) | N'Gouan 8     | Partille Arena, Partille Asistență: 1.522 Arbitri: Vranes, Wenninger |
| 14 noiembrie 2021 16:00 | 4× 2× 1×   | Raport  | 3×            | Partille Arena, Partille Asistență: 1.522 Arbitri: Vranes, Wenninger |

| 20 noiembrie 2021 16:00 | RK Krim Mercator | 24 – 21 | ȚSKA Moscova | Arena Stožice, Ljubljana Asistență: 380 Arbitri: Lončar, Lončar |
| 20 noiembrie 2021 16:00 | Krpež Šlezak 7   | (11–10) | Gros 7       | Arena Stožice, Ljubljana Asistență: 380 Arbitri: Lončar, Lončar |
| 20 noiembrie 2021 16:00 | 3× 1×            | Raport  | 4× 2×        | Arena Stožice, Ljubljana Asistență: 380 Arbitri: Lončar, Lončar |

| 20 noiembrie 2021 18:00 | Vipers Kristiansand | 31 – 27 | Odense Håndbold     | Aquarama Kristiansand, Kristiansand Asistență: 1.416 Arbitri: Năstase, Stancu |
| 20 noiembrie 2021 18:00 | Mørk 7              | (17–16) | Højlund, Housheer 5 | Aquarama Kristiansand, Kristiansand Asistență: 1.416 Arbitri: Năstase, Stancu |
| 20 noiembrie 2021 18:00 | 3×                  | Raport  | 3× 1×               | Aquarama Kristiansand, Kristiansand Asistență: 1.416 Arbitri: Năstase, Stancu |

| 20 noiembrie 2021 20:00 | Kastamonu Bld. GSK    | 22 – 38 | Győri Audi ETO KC | Atatürk Spor Salonu, Kastamonu Asistență: 2.627 Arbitri: Ilieva, Karbeska |
| 20 noiembrie 2021 20:00 | Kovářová, Radičević 4 | (9–19)  | Pintea 6          | Atatürk Spor Salonu, Kastamonu Asistență: 2.627 Arbitri: Ilieva, Karbeska |
| 20 noiembrie 2021 20:00 | 2×                    | Raport  | 1× 2×             | Atatürk Spor Salonu, Kastamonu Asistență: 2.627 Arbitri: Ilieva, Karbeska |

| 21 noiembrie 2021 16:00 | Metz Handball      | 35 – 21 | IK Sävehof | Arènes de Metz, Metz Asistență: 2.723 Arbitri: Christiansen, Hansen |
| 21 noiembrie 2021 16:00 | Horacek, Nocandy 6 | (19–15) | Blomst 7   | Arènes de Metz, Metz Asistență: 2.723 Arbitri: Christiansen, Hansen |
| 21 noiembrie 2021 16:00 | 4× 2×              | Raport  | 3× 2× 1×   | Arènes de Metz, Metz Asistență: 2.723 Arbitri: Christiansen, Hansen |

| 9 ianuarie 2022 16:00 | Odense Håndbold | 27 – 27 | ȚSKA Moscova | Sydbank Arena, Odense Asistență: 0 Arbitri: Budzák, Záhradník |
| 9 ianuarie 2022 16:00 | Aardahl 6       | (12–12) | Gros 6       | Sydbank Arena, Odense Asistență: 0 Arbitri: Budzák, Záhradník |
| 9 ianuarie 2022 16:00 | 3×              | Raport  | 4× 2×        | Sydbank Arena, Odense Asistență: 0 Arbitri: Budzák, Záhradník |

| 9 ianuarie 2022 16:00 | IK Sävehof | 23 – 42 | Vipers Kristiansand | Partille Arena, Partille Asistență: 1.620 Arbitri: Christidi, Papamattheou |
| 9 ianuarie 2022 16:00 | Rosell 7   | (15–21) | Dahl 8              | Partille Arena, Partille Asistență: 1.620 Arbitri: Christidi, Papamattheou |
| 9 ianuarie 2022 16:00 | 3×         | Raport  | 2×                  | Partille Arena, Partille Asistență: 1.620 Arbitri: Christidi, Papamattheou |

| 19 ianuarie 2022 18:45 | Metz Handball | 33 – 25 | Kastamonu Bld. GSK | Arènes de Metz, Metz Asistență: 1.752 Arbitri: Martins, Martins |
| 19 ianuarie 2022 18:45 | Horacek 6     | (17–10) | Radičević 8        | Arènes de Metz, Metz Asistență: 1.752 Arbitri: Martins, Martins |
| 19 ianuarie 2022 18:45 | 4×            | Raport  | 5×                 | Arènes de Metz, Metz Asistență: 1.752 Arbitri: Martins, Martins |

| 19 ianuarie 2022 18:45 | Győri Audi ETO KC | 40 – 27 | RK Krim Mercator  | Audi Aréna, Győr Asistență: 2.547 Arbitri: Vitaku, Vitaku |
| 19 ianuarie 2022 18:45 | Hansen, Pintea 8  | (22–13) | Pineau, Varagić 5 | Audi Aréna, Győr Asistență: 2.547 Arbitri: Vitaku, Vitaku |
| 19 ianuarie 2022 18:45 | 2× 1×             | Raport  | 3×                | Audi Aréna, Győr Asistență: 2.547 Arbitri: Vitaku, Vitaku |

| 15 ianuarie 2022 16:00 | Győri Audi ETO KC | 39 – 30 | Metz Handball | Audi Aréna, Győr Arbitri: Alpaidze, Berezkina |
| 15 ianuarie 2022 16:00 | Kristiansen 10    | (20–13) | Horacek 8     | Audi Aréna, Győr Arbitri: Alpaidze, Berezkina |
| 15 ianuarie 2022 16:00 | 3×                | Raport  | 5×            | Audi Aréna, Győr Arbitri: Alpaidze, Berezkina |

| 16 ianuarie 2022 16:00 | RK Krim Mercator     | 19 – 24 | Odense Håndbold | Arena Stožice, Ljubljana Asistență: 350 Arbitri: Antić, Jakovljević |
| 16 ianuarie 2022 16:00 | Klemenčič, Posavec 3 | (5–15)  | Van Wetering 4  | Arena Stožice, Ljubljana Asistență: 350 Arbitri: Antić, Jakovljević |
| 16 ianuarie 2022 16:00 | 3× 1×                | Raport  | 2×              | Arena Stožice, Ljubljana Asistență: 350 Arbitri: Antić, Jakovljević |

| 16 ianuarie 2022 18:00 | ȚSKA Moscova | 28 – 32 | Vipers Kristiansand | Universalnîi Sportnîi Komplex ȚSKA, Moscova Asistență: 900 Arbitri: Vujačić, Kažanegra |
| 16 ianuarie 2022 18:00 | Gros 9       | (13–16) | Jeřábková 8         | Universalnîi Sportnîi Komplex ȚSKA, Moscova Asistență: 900 Arbitri: Vujačić, Kažanegra |
| 16 ianuarie 2022 18:00 | 1×           | Raport  | 2×                  | Universalnîi Sportnîi Komplex ȚSKA, Moscova Asistență: 900 Arbitri: Vujačić, Kažanegra |

| 29 ianuarie 2022 12:00 | Kastamonu Bld. GSK | 26 – 29 | IK Sävehof | Atatürk Spor Salonu, Kastamonu Asistență: 1.500 Arbitri: Covalciuc, Covalciuc |
| 29 ianuarie 2022 12:00 | Radičević 6        | (14–16) | Tolstrup 7 | Atatürk Spor Salonu, Kastamonu Asistență: 1.500 Arbitri: Covalciuc, Covalciuc |
| 29 ianuarie 2022 12:00 | 1× 2×              | Raport  | 3× 1×      | Atatürk Spor Salonu, Kastamonu Asistență: 1.500 Arbitri: Covalciuc, Covalciuc |

| 22 ianuarie 2022 20:00 | Kastamonu Bld. GSK  | 24 – 35 | Vipers Kristiansand | Atatürk Spor Salonu, Kastamonu Asistență: 2.700 Arbitri: Merz, Kuttler |
| 22 ianuarie 2022 20:00 | Radičević, Yılmaz 5 | (12–18) | Debelić 7           | Atatürk Spor Salonu, Kastamonu Asistență: 2.700 Arbitri: Merz, Kuttler |
| 22 ianuarie 2022 20:00 | 3×                  | Raport  | 1×                  | Atatürk Spor Salonu, Kastamonu Asistență: 2.700 Arbitri: Merz, Kuttler |

| 23 ianuarie 2022 14:00 | IK Sävehof | 23 – 32 | ȚSKA Moscova | Partille Arena, Partille Arbitri: Geraets, Geraets |
| 23 ianuarie 2022 14:00 | Roberts 6  | (10–14) | Gros 7       | Partille Arena, Partille Arbitri: Geraets, Geraets |
| 23 ianuarie 2022 14:00 | 2× 1×      | Raport  | 2× 1×        | Partille Arena, Partille Arbitri: Geraets, Geraets |

| 23 ianuarie 2022 16:00 | Győri Audi ETO KC    | 27 – 26 | Odense Håndbold | Audi Aréna, Győr Asistență: 3.900 Arbitri: Lončar, Lončar |
| 23 ianuarie 2022 16:00 | Nze Minko, Oftedal 5 | (12–13) | Højlund 9       | Audi Aréna, Győr Asistență: 3.900 Arbitri: Lončar, Lončar |
| 23 ianuarie 2022 16:00 | 3×                   | Raport  | 5× 1×           | Audi Aréna, Győr Asistență: 3.900 Arbitri: Lončar, Lončar |

| 9 februarie 2022 18:45 | Metz Handball | 27 – 27 | RK Krim Mercator       | Arènes de Metz, Metz Asistență: 3.152 Arbitri: Hannes, Hannes |
| 9 februarie 2022 18:45 | Burgaard 5    | (17–15) | Krpež Šlezak, Stanko 5 | Arènes de Metz, Metz Asistență: 3.152 Arbitri: Hannes, Hannes |
| 9 februarie 2022 18:45 | 2× 1×         | Raport  | 2× 1×                  | Arènes de Metz, Metz Asistență: 3.152 Arbitri: Hannes, Hannes |

| 5 februarie 2022 16:00 | RK Krim Mercator | 36 – 28 | Kastamonu Bld. GSK | Arena Stožice, Ljubljana Asistență: 550 Arbitri: Vitaku, Vitaku |
| 5 februarie 2022 16:00 | Krpež Šlezak 13  | (18–10) | Radičević 7        | Arena Stožice, Ljubljana Asistență: 550 Arbitri: Vitaku, Vitaku |
| 5 februarie 2022 16:00 | 2× 1×            | Raport  | 3× 1×              | Arena Stožice, Ljubljana Asistență: 550 Arbitri: Vitaku, Vitaku |

| 5 februarie 2022 18:00 | Vipers Kristiansand | 25 – 31 | Metz Handball                | Aquarama Kristiansand, Kristiansand Asistență: 1.231 Arbitri: Mata, López |
| 5 februarie 2022 18:00 | Debelić 7           | (13–17) | Burgaard, Horacek, Nocandy 6 | Aquarama Kristiansand, Kristiansand Asistență: 1.231 Arbitri: Mata, López |
| 5 februarie 2022 18:00 | 2×                  | Raport  | 6× 1×                        | Aquarama Kristiansand, Kristiansand Asistență: 1.231 Arbitri: Mata, López |

| 6 februarie 2022 16:00 | Odense Håndbold | 37 – 24 | IK Sävehof | Sydbank Arena, Odense Asistență: 1.702 Arbitri: Doicinov, Gorețov |
| 6 februarie 2022 16:00 | Abbingh 8       | (16–13) | Roberts 6  | Sydbank Arena, Odense Asistență: 1.702 Arbitri: Doicinov, Gorețov |
| 6 februarie 2022 16:00 | 3×              | Raport  | 4× 1×      | Sydbank Arena, Odense Asistență: 1.702 Arbitri: Doicinov, Gorețov |

| 6 februarie 2022 18:00 | ȚSKA Moscova | 23 – 27 | Győri Audi ETO KC | Universalnîi Sportnîi Komplex ȚSKA, Moscova Asistență: 1.100 Arbitri: Mošorinski, Pandžić |
| 6 februarie 2022 18:00 | Ilina 8      | (13–15) | Ryu 7             | Universalnîi Sportnîi Komplex ȚSKA, Moscova Asistență: 1.100 Arbitri: Mošorinski, Pandžić |
| 6 februarie 2022 18:00 | 1× 2×        | Raport  | 3× 1×             | Universalnîi Sportnîi Komplex ȚSKA, Moscova Asistență: 1.100 Arbitri: Mošorinski, Pandžić |

| 12 februarie 2022 16:00 | Vipers Kristiansand | 37 – 20 | RK Krim Mercator | Aquarama Kristiansand, Kristiansand Asistență: 1.036 Arbitri: Panayides, Andreou |
| 12 februarie 2022 16:00 | Dahl 7              | (17–9)  | Krpež Šlezak7    | Aquarama Kristiansand, Kristiansand Asistență: 1.036 Arbitri: Panayides, Andreou |
| 12 februarie 2022 16:00 | 3× 1×               | Raport  | 4×               | Aquarama Kristiansand, Kristiansand Asistență: 1.036 Arbitri: Panayides, Andreou |

| 12 februarie 2022 18:00 | Metz Handball | 38 – 31 | Odense Håndbold | Arènes de Metz, Metz Asistență: 3.650 Arbitri: Sá, Sá |
| 12 februarie 2022 18:00 | Mičijević 10  | (19–17) | Abbingh 7       | Arènes de Metz, Metz Asistență: 3.650 Arbitri: Sá, Sá |
| 12 februarie 2022 18:00 | 6× 1×         | Raport  | 3× 1×           | Arènes de Metz, Metz Asistență: 3.650 Arbitri: Sá, Sá |

| 13 februarie 2022 16:00 | Kastamonu Bld. GSK | 29 – 31 | ȚSKA Moscova             | Atatürk Spor Salonu, Kastamonu Asistență: 1.800 Arbitri: Jović, Arnautović |
| 13 februarie 2022 16:00 | Radičević 9        | (15–18) | Heindahl, Mihailicenko 6 | Atatürk Spor Salonu, Kastamonu Asistență: 1.800 Arbitri: Jović, Arnautović |
| 13 februarie 2022 16:00 | 2×                 | Raport  | 1× 2×                    | Atatürk Spor Salonu, Kastamonu Asistență: 1.800 Arbitri: Jović, Arnautović |

| 13 februarie 2022 16:00 | IK Sävehof | 25 – 31 | Győri Audi ETO KC | Partille Arena, Partille Asistență: 1.275 Arbitri: Kazlauskaitė, Žalienė |
| 13 februarie 2022 16:00 | Roberts 7  | (12–15) | Hansen 6          | Partille Arena, Partille Asistență: 1.275 Arbitri: Kazlauskaitė, Žalienė |
| 13 februarie 2022 16:00 | 2×         | Raport  | 1×                | Partille Arena, Partille Asistență: 1.275 Arbitri: Kazlauskaitė, Žalienė |

| 19 februarie 2022 18:00 | Vipers Kristiansand  | 30 – 29 | Győri Audi ETO KC | Aquarama Kristiansand, Kristiansand Asistență: 1.900 Arbitri: Budzák, Záhradník |
| 19 februarie 2022 18:00 | Gulldén, Jeřábková 6 | (16–13) | Hansen 6          | Aquarama Kristiansand, Kristiansand Asistență: 1.900 Arbitri: Budzák, Záhradník |
| 19 februarie 2022 18:00 | 1×                   | Raport  | 3×                | Aquarama Kristiansand, Kristiansand Asistență: 1.900 Arbitri: Budzák, Záhradník |

| 20 februarie 2022 14:00 | RK Krim Mercator | 32 – 18 | IK Sävehof | Arena Stožice, Ljubljana Asistență: 1.100 Arbitri: Alpaidze, Berezkina |
| 20 februarie 2022 14:00 | Stanko 8         | (12–9)  | Åström 4   | Arena Stožice, Ljubljana Asistență: 1.100 Arbitri: Alpaidze, Berezkina |
| 20 februarie 2022 14:00 | 3× 1×            | Raport  | 1×         | Arena Stožice, Ljubljana Asistență: 1.100 Arbitri: Alpaidze, Berezkina |

| 20 februarie 2022 16:00 | Odense Håndbold | 37 – 29 | Kastamonu Bld. GSK | Sydbank Arena, Odense Asistență: 1.512 Arbitri: Lidacka, Lesiak |
| 20 februarie 2022 16:00 | Aardahl 8       | (18–13) | Radičević 6        | Sydbank Arena, Odense Asistență: 1.512 Arbitri: Lidacka, Lesiak |
| 20 februarie 2022 16:00 | 1×              | Raport  | 4×                 | Sydbank Arena, Odense Asistență: 1.512 Arbitri: Lidacka, Lesiak |

| 20 februarie 2022 18:00 | ȚSKA Moscova | 27 – 26 | Metz Handball | Universalnîi Sportnîi Komplex ȚSKA, Moscova Asistență: 840 Arbitri: Covalciuc, Covalciuc |
| 20 februarie 2022 18:00 | Gros 7       | (12–15) | Horacek 5     | Universalnîi Sportnîi Komplex ȚSKA, Moscova Asistență: 840 Arbitri: Covalciuc, Covalciuc |
| 20 februarie 2022 18:00 | 2× 1×        | Raport  | 5×            | Universalnîi Sportnîi Komplex ȚSKA, Moscova Asistență: 840 Arbitri: Covalciuc, Covalciuc |